# Bedřich Diviš Weber
Bedřich Diviš Weber (uváděn též německy Friedrich Dionys nebo Dionysius, 9. října 1766 Velichov u Karlových Varů – 25. prosince 1842 Praha) byl český hudební skladatel, hudební vědec a pedagog.

## Život a činnost
Nejprve studoval bohosloví a filosofii, později práva. Vedle toho studoval hudbu, která se mu stala celoživotním zaměstnáním. V mládí se setkal s Wolfgangem Amadeem Mozartem při jeho návštěvě Prahy a toto setkání ovlivnilo jeho hudební zaměření do budoucích let. Spolu se skladateli Václavem Janem Tomáškem a Janem Augustinem Vitáskem patřil ke konzervativnímu proudu pražského hudebního života, který neměl příliš pochopení pro nastupující romantismus v hudbě. To však nebránilo tomu, aby na koncertech, které organizoval, neuváděl postklasická díla Ludwiga van Beethovena a Carla Marii von Webera. V roce 1832 dokonce uvedl 1. symfonii C dur Richarda Wagnera.

### Konzervatoř
V roce 1808 reagoval na podnět pražské hudbymilovné šlechty k založení školy pro výchovu orchestrálních hudebníků. Po vzoru pařížské a milánské konzervatoře vypracoval organizační základy a osnovy. Rakouská válka s Napoleonem roku 1809 vznik školy poněkud pozdržela, ale v roce 1811 mohl být, navzdory státnímu bankrotu Rakouska a velké inflaci i drahotě, zahájen první školní rok a on se tak stal prvním ředitelem Pražské konzervatoře. Sám na ní vyučoval a psal pro ni učebnice. V letech 1839–1842 byl vedle toho i ředitelem pražské varhanické školy.
Byl hudebníkem širokého zaměření. Kromě skladatelské, pedagogické a organizační činnosti byl významným hudebním teoretikem. Zabýval se technickým vývojem hudebních nástrojů a na žádost nejvyššího purkrabí Františka Antonína Kolovrata-Libštejnského zpracoval výsledky guberniální sběratelské akce, která probíhala v letech 1819–1820, a uspořádal historicky první sbírku lidových českých písní s nápěvy, známou jako Kolovratský rukopis (Sammlung böhmischern Nationallieder – 1823).

## Dílo

### Skladatelské dílo
- König der Genien (opera, 1800, Praha)
- Kanzuma aneb Perla opět nalezená (také Boj o lásku – opera)
- Mädchenmarkt (opera)
- Kantáty, mše a drobnější chrámové skladby
- Instrumentální koncerty
- Taneční skladby (menuety, ländlery, čtverylky, ale i skladby pro dechovku)
- Četné skladby pro klavír (i koncerty s orchestrem) a písně

### Literární dílo
- Das Konservatorium der Musik zu Prag (informační spis – 1817)
- Allgemeine theoretisch-praktische Vorschule der Musik (1828)
- Theoretisch-praktisches Lehrbuch der Harmonielehre und das Generalbasses (4 svazky v letech 1830–1834)
- Allgemeine musikalische Zeichenlehre (1841)

### Hudební nástroje
- zlepšení konstrukce záklopkové soustavy lesních rohů
- zlepšení konstrukce ventilů trubek
- pákový systém přelaďování tympánů